# Chionaema insularis
Chionaema insularis là một loài bướm đêm thuộc phân họ Arctiinae, họ Erebidae.